# AsiaSat 1
O AsiaSat 1 (previamente denominado Westar 6) foi um satélite de comunicação geoestacionário que foi construído pela Hughes, ele esteve localizado na posição orbital de 105,5 graus de longitude leste e era operado pela AsiaSat. O satélite foi baseado na plataforma HS-376 e sua expectativa de vida útil era de 10 anos. O mesmo saiu de serviço em janeiro de 2003.

## História
O satélite foi inicialmente lançado como Westar 6 a bordo do ônibus espacial Challenger na missão STS-41-B, em 3 de fevereiro de 1984, mas sua PAM-D falhou, no entanto, o satélite ficou preso em uma órbita baixa e inútil para as tarefas planejada para o satélite. Porém, o mesmo foi recuperado por astronautas abordo do ônibus espacial Discovery na missão STS-51-A em novembro de 1984, e a Hughes foi contratada para reformá-lo. O Westar 6 após ser recuperado foi comprado pela AsiaSat, e relançando-o em 7 de abril de 1990, desta vez abordo de um foguete chinês Longa Marcha 3. E por vários anos prestou serviços de telecomunicações a uma série de países asiáticos.
O satélite foi construído pela Hughes' Space and Communications Group numa série de três satélites com modelo Hughes HS-376, e foram designado de Westar 4, Westar 5 e Westar 6, para a Western Union Telegraph Company. Estes novos foram colocados a 21,6 pés de altura em operação e tinham 24 transponders de banda C, cada um dos quais podia acomodar 2.400 ligações telefônicas ou um canal de TV a cores.
Os satélites da  série HS-376 usavam dois painéis solares cilíndricos telescópicas e uma antena dobrável para compacidade durante o lançamento. Uma vez que o satélite está em órbita geoestacionária a 36 000 km acima do equador, a antena é erguido e o painel solar exterior estendido, mais do que dobrando a altura e a potência do satélite.

## Lançamento
O satélite foi lançado com sucesso ao espaço no dia 7 de abril de 1990, por meio de um veículo Longa Marcha 3, a partir do Centro Espacial de Xichang, na Flórida, China. Ele tinha uma massa de lançamento de 1.442 kg.

## Capacidade
O AsiaSat 1 era equipado com 24 transponders em banda C.